# École de cinéma de Babelsberg Konrad-Wolf
L'université du cinéma de Babelsberg Konrad-Wolf (orthographe correcte : université du cinéma de Babelsberg KONRAD WOLF ; officiellement : université du cinéma et de la télévision de Potsdam-Babelsberg ) est une école d'art et de cinéma d'État ayant le droit de décerner des doctorats à Potsdam.
L'université du cinéma est la seule école d'art de l'État de Brandebourg  et se trouve avec le studio Babelsberg dans la ville médiatique de Babelsberg, dans la ville indépendante de Potsdam. C'est la plus grande école de cinéma d'Allemagne et, depuis 2014, la seule à avoir le statut d'université. 

## Histoire
L'institution est fondée le 1er novembre 1954 sous le nom d'Académie allemande du cinéma au château de Babelsberg, avec son siège à Potsdam-Babelsberg. En 1969, elle est rebaptisée Académie du cinéma et de la télévision de la RDA. En 1985, elle adopte le nom supplémentaire du réalisateur Konrad Wolf. Après la réunification, elle devient officiellement l'université du cinéma et de la télévision de Potsdam-Babelsberg (HFF) en 1990. Enfin, le 8 juillet 2014, elle est renommée université du cinéma de Babelsberg Konrad-Wolf.
En octobre 2010, un conseil d'administration fondateur est créé pour superviser la transformation de l'ancien collège en université. Ce conseil assiste la direction de l'établissement et le Sénat académique dans la mise en œuvre des démarches nécessaires à cette transition. Il soumet également une proposition de décision au ministère des Sciences, de la Recherche et de la Culture du Land de Brandebourg concernant les conditions de la conversion.
Le 1er juillet 2014, la ministre Sabine Kunst proclame officiellement l'université du cinéma et de la télévision de Potsdam-Babelsberg comme université.
Jusqu'en mai 2000, le dirigeant de l'université portait le titre de recteur, avant d'être remplacé par celui de président. Le premier recteur, Kurt Maetzig, exerce de 1954 à 1964, suivi de Konrad Schwalbe jusqu'en 1969. Par la suite, la direction est assurée successivement par Lutz Köhlert (1969-1973), Peter Ulbrich (1973-1980), Konrad Schwalbe (1980-1986) et Lothar Bisky (1986-1990). 
Après la réunification allemande, Wolf-Dieter Panse occupe le poste de recteur jusqu'en 1995. En 2000, Dieter Wiedemann devient le premier président de l’université, fonction qu'il assume jusqu'en 2013. Depuis 2013, Susanne Stürmer, ancienne directrice générale de UFA Film & TV Production, est la première femme à diriger l'établissement, d'abord en tant que présidente du collège, puis de l’université à partir de 2014.

## Campus

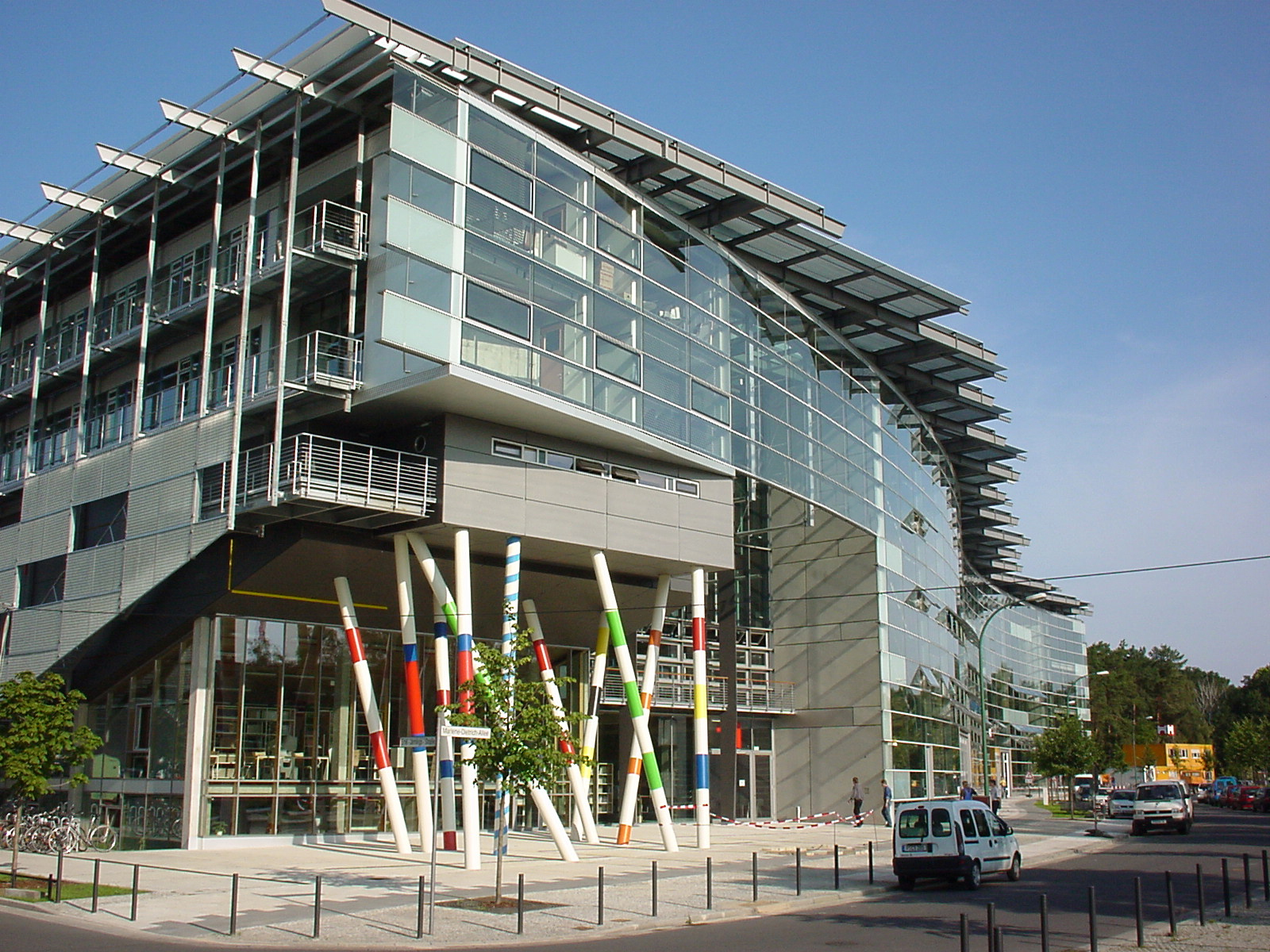
bâtiment principal de l'université du cinéma de Babelsberg

Jusqu'à la fin des années 1990, l'école de cinéma occupait plusieurs villas et propriétés de la colonie de Neubabelsberg. En 2000, un bâtiment central est inauguré sur la Marlene-Dietrich-Allee. Cet édifice principal, composé de cinq structures reliées par des atriums en verre, offre une surface utilisable d’environ 14 000 mètres carrés. 
En 2021, la villa 6 est ajoutée, accueillant des bureaux, des salles de séminaire, des espaces dédiés à certains programmes d’études, ainsi qu'une cafétéria et une salle événementielle. 
En 2022, la villa 7, destinée à abriter les collections de l’In-Institut Filmmuseum Potsdam, est déplacée de l’autre côté de la rue. La cafétéria comprend une cuisine ouverte et une salle à manger pouvant accueillir 220 personnes, en intérieur comme en extérieur,.

## Études

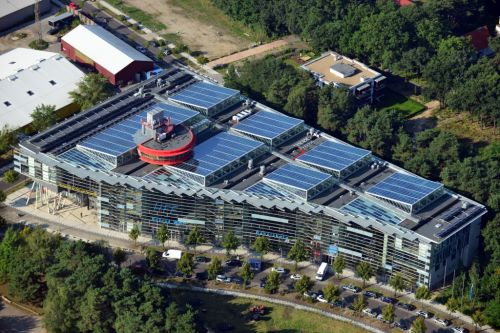
Vue aérienne du campus universitaire, 2012

En 2021, l’université du cinéma de Babelsberg Konrad-Wolf comptait plus de 800 étudiants inscrits. Les diplômes délivrés incluent le Bachelor of Arts et le Master of Arts. En 2015/2016, les formations proposées comprenaient : animation, réalisation d'animation, conception d'applications audiovisuelles, cinématographie, culture des médias numériques, scénarisation/dramaturgie, production cinématographique et télévisuelle, patrimoine cinématographique, musique de film, réalisation cinématographique et télévisuelle, études des médias, montage, réalisation, jeu d'acteur, son, son pour l’image, scénographie/conception de production et scénographie.
Le cursus études des médias, axé sur la recherche, couvre à la fois la recherche fondamentale et appliquée dans le domaine des arts visuels. Il inclut notamment : l’analyse des médias, l’esthétique de la réception, la gestion culturelle et événementielle, la production et la distribution audiovisuelles, ainsi que l’enseignement et la recherche universitaire.
Chaque année, les étudiants de ce programme organisent Sehsüchte, le plus grand festival de cinéma étudiant d’Europe, qui se tient en avril sur le campus et au cinéma Thalia, près de la station S-Bahn de Babelsberg.
L’université est également la seule institution germanophone proposant une formation théâtrale spécifiquement orientée vers le cinéma et les performances médiatiques. En plus de participer à des productions cinématographiques et télévisuelles, les étudiants en théâtre se produisent sur scène grâce à un partenariat avec le Théâtre Hans Otto.
L’université du cinéma de Babelsberg Konrad-Wolf et son programme d’interprétation sont membres de la conférence permanente pour la formation d'acteurs (SKS). Par ailleurs, les cursus de musique de film et de son collaborent étroitement, notamment avec l'orchestre du film allemand Babelsberg, basé dans les studios de cinéma de Babelsberg.

## Instituts

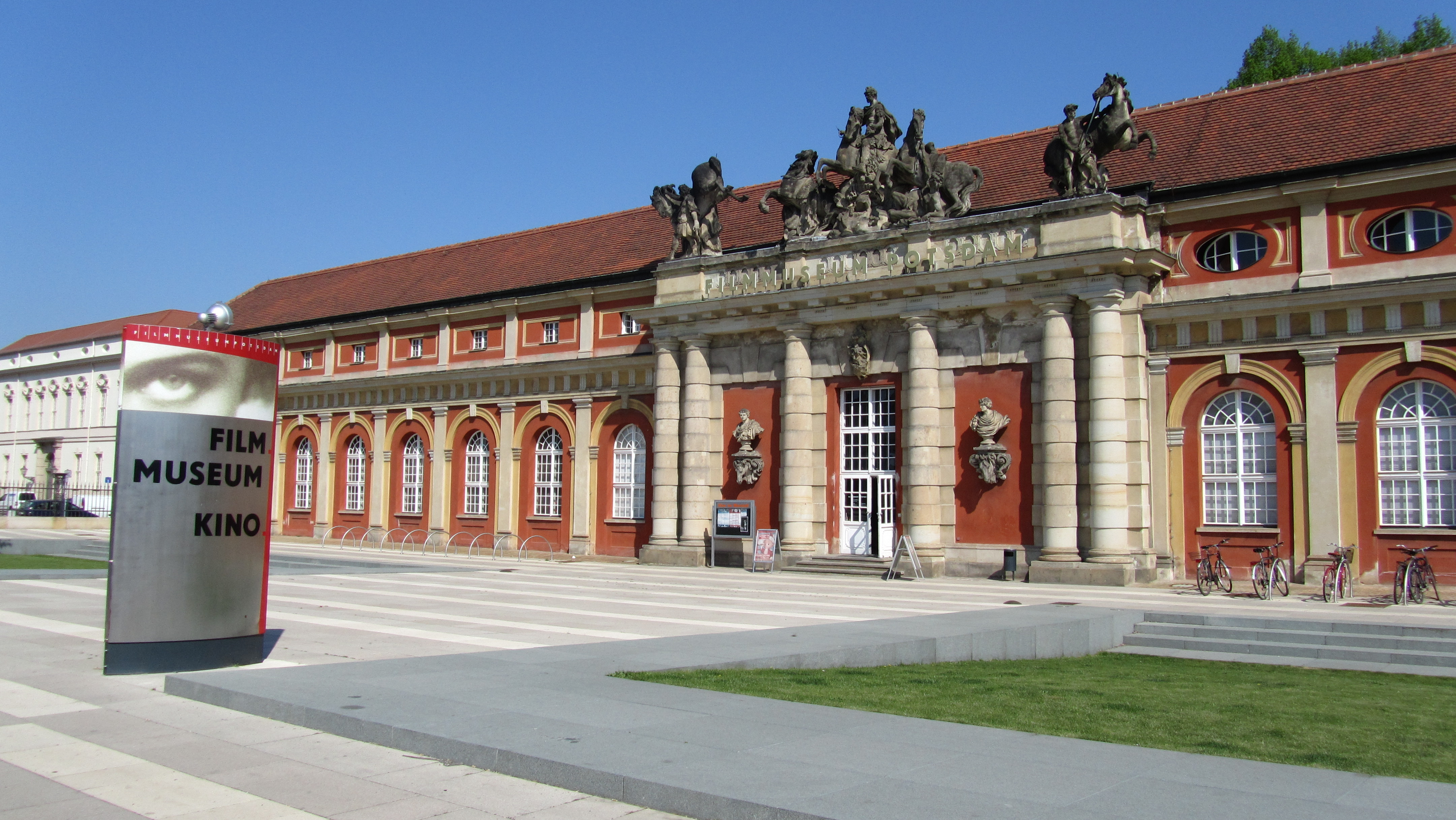
Musée du cinéma de Potsdam

L'université du cinéma de Babelsberg Konrad-Wolf créé des instituts pour développer la recherche, l'enseignement et la formation continue ainsi que pour rehausser le profil de sa coopération nationale et internationale. Parmi ces institutions figurent notamment l'Institut de recherche artistique et le musée du film de Potsdam.  
L'Institut Erich Pommer et l'Institut de recherche de carrière et de planification d'entreprise dans les médias sont des instituts affiliés organisationnellement et juridiquement indépendants,.  

## Médias et réseau de startups
L'université du cinéma de Babelsberg Konrad-Wolf est un acteur clé du MediaTech Hub de Potsdam,. Le réseau est soutenu par des entreprises de Potsdam, des fondateurs d'entreprises, des investisseurs, des institutions, des universités et des instituts de recherche des secteurs des technologies des médias, du cinéma, de la réalité virtuelle, du montage numérique et du divertissement. L’objectif est de promouvoir la coopération interdisciplinaire et le développement économique du site. Le MediaTech Hub Potsdam est sélectionné en 2017 par le ministère fédéral de l'Économie et de l'Énergie comme l'un des douze pôles numériques allemands. 
Avec le programme MediaTech Accelerator, les trois initiateurs, l'université de Potsdam, l'Institut Hasso Plattner et l'université du cinéma de Babelsberg, ouvrent la voie aux jeunes équipes du secteur des médias pour entrer dans la phase de création d'entreprise. L'université du cinéma de Babelsberg Konrad-Wolf est reconnue comme un groupe de réflexion pour les nouvelles start-ups de Berlin-Brandebourg. 

## Personnalités liées à l'école
- Liste des personnalités célèbres de l'université du cinéma de Babelsberg

## Films célèbres
Au fil des années, de nombreux films ont été tournés à l'université, qui ont été présentés dans des festivals de cinéma prestigieux et ont remporté des prix. C'est ainsi que les œuvres Netto et Neun Szenes ont été créées en 2005. Berliner Reigen a été tourné en 2006. À partir de 2010 sortent Sickness of Youth et Topper Doesn't Give Up . Français D'autres œuvres incluent Warrior (2011), Fat Girls et Little Thirteen, 2012 Après Wriezen et Dans le ciel le jour, 2013 Love Steaks, 2014 Ailleurs, 2015 Après le printemps vient l'automne, 2016 Au bout de la forêt, 2017 Entre les chaises et Rocket Perelman, 2019 Dans le silence, fort, 2022 Nous pourrions aussi bien être morts et 2023 The Ordinaries.
D'autres films, notamment ceux des premières années, peuvent être trouvés dans la liste des films d'étudiants de l'université du cinéma Konrad Wolf de Babelsberg.

## Prix de l'école
En 2011, l'université du cinéma et de la télévision décerne un prix honorifique pour des réalisations artistiques et scientifiques particulières. Le premier lauréat est Jürgen Böttcher, diplômé de l'université « pour ses réalisations internationales exceptionnelles dans le cinéma et la peinture, pour sa liberté artistique et sa responsabilité politique ».